# Salud mental de Jesús

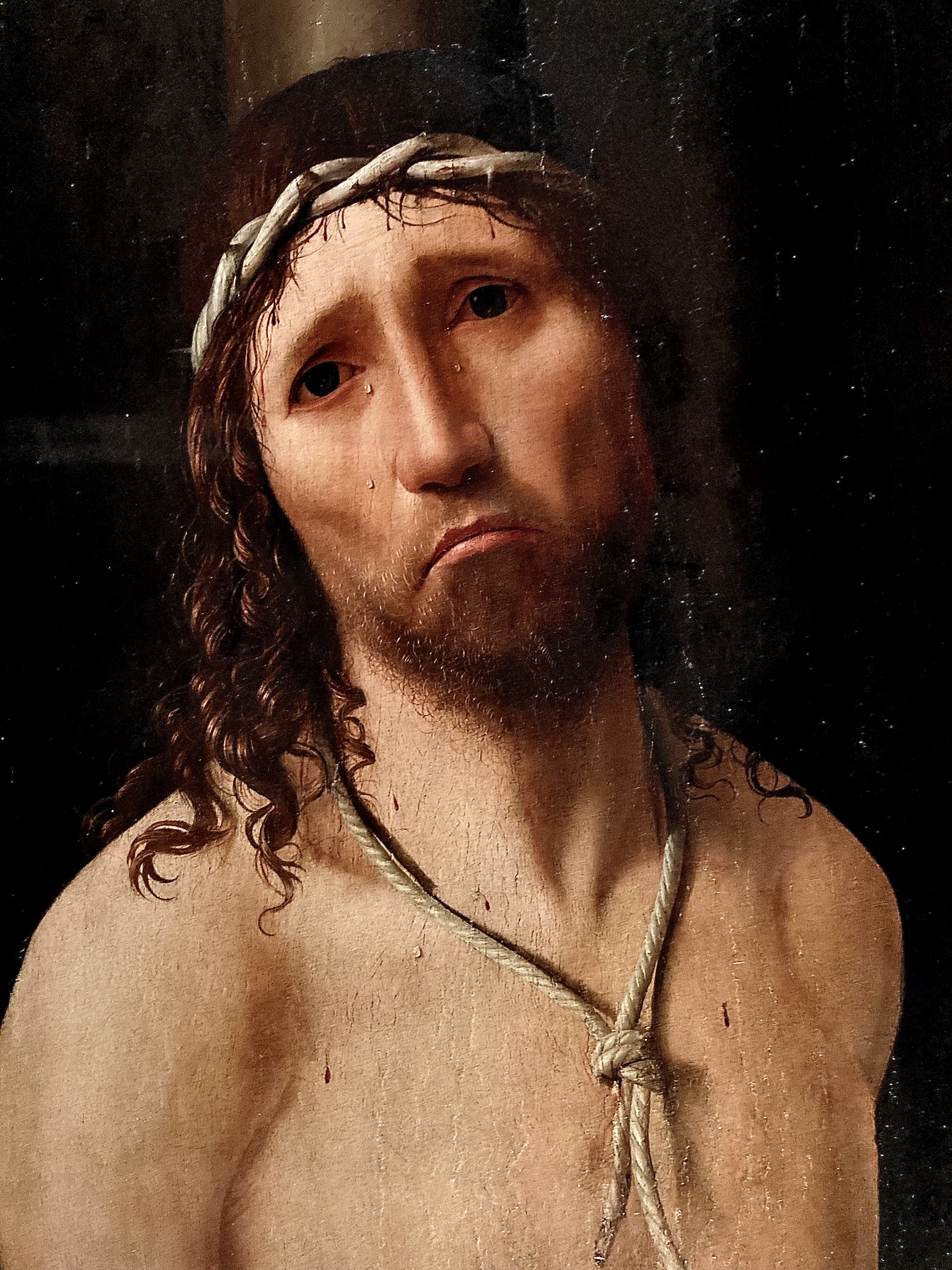
Ecce Homo, de Antonello da Messina, 1473

La cuestión de si el Jesús histórico era mentalmente sano ha sido estudiada por varios psicólogos, filósofos, historiadores y escritores. El primero en cuestionar extensa y detalladamente la cordura de Jesús fue el psicólogo francés Charles Binet-Sanglé, jefe de médicos de París y autor de la obra en cuatro volúmenes La Folie de Jésus. Este punto de vista encuentra tanto partidarios como opositores.

## Opiniones que desafían la cordura de Jesús
Se ha sugerido por los psiquiatras Oskar Panizza, Georg Lomer, William Hirsch, William Sargant, Anthony Storr, y otros que Jesús tuvo un trastorno mental o psiquiátrico. Esto fue apoyado, entre otros, por la Iglesia de Inglaterra, basándose en el hecho de que el Evangelio de Marcos (Marcos 3:21) dice sobre Jesús que «Cuando lo oyeron los suyos, vinieron para prenderle; porque decían: Está fuera de sí».
El psicólogo Władysław Witwicki afirma que Jesús tenía dificultades para comunicarse con el mundo exterior y sufría de trastorno de personalidad múltiple, que él era esquizotímico o incluso esquizofrénico.
El filósofo y científico escéptico estadounidense Paul Kurtz, en una de sus obras más influyentes, La tentación trascendental, capítulo ¿Fue Jesús trastornado? (en inglés: The Transcendental Temptation 1986, capítulo en inglés: Was Jesus disturbed?), afirma que algunos fragmentos del evangelio sugieren que Jesús tenía una personalidad trastornada (en inglés: disturbed personality). Sin embargo, subraya que es difícil comprobar la veracidad de estas sugerencias porque no tenemos la oportunidad de someterlo a un diagnóstico psiquiátrico detallado. Afirma que si Jesús tenía algún derecho a la divinidad, estaba trastornado (en inglés: deranged). Según Kurtz, Jesús predicaba constantemente que se acercaba el fin del mundo (en inglés: doomsday or the last days were at hand). En este contexto, se refiere a Mateo 16:28 y Mateo 24:34-35. También cita fragmentos del evangelio en los que la familia de Jesús (Marcos 3:20-21) y otros judíos de su tiempo (Marcos 3:22; Juan 10:20) lo acusaban de posesión y locura.
El neuroendocrinólogo estadounidense Robert Sapolsky en su libro El problema con la testosterona: y otros ensayos sobre la biología de la condición humana y en sus conferencias sugiere que Jesús padecía trastorno esquizotípico de la personalidad.

## Opiniones defendiendo la cordura de Jesús
Las opiniones y publicaciones que cuestionaban la cordura de Jesús, especialmente Charles Binet-Sanglé y William Hirsch, provocaron reacciones polémicas. Fueron desafiados por primera vez por Albert Schweitzer en su tesis doctoral titulada Die psychiatrische Beurteilung Jesu: Darstellung und Kritik (1913) y por el teólogo estadounidense Walter Bundy en su libro de 1922 The Psychic Health of Jesus.
La defensa de la salud mental de Jesús estuvo dedicada a un editorial de la revista de los jesuitas italianos La Civiltà Cattolica, publicado el 5 de noviembre de 1994. A la pregunta del título «E se Gesù si fosse ingannato?» («¿Y si Jesús fue engañado?») los editores respondieron negativamente, argumentando que Jesús no era un fanático ni un megalómano, sino una persona mentalmente sana y muy realista. Por tanto, no se engañó a sí mismo diciendo que era el mesías y el Hijo de Dios.
La salud mental de Jesús es defendida por los psiquiatras Olivier Quentin Hyder, también por Pablo Martínez y Andrew Sims en su libro Mad or God? Jesus: The Healthiest Mind of All (2018). Además, apologistas cristianos, como Josh McDowell y Lee Strobel, retoman el tema de la defensa de la cordura de Jesús.